# Томас (Західна Вірджинія)
Томас (англ. Thomas) — місто (англ. city) в США, в окрузі Такер штату Західна Вірджинія. Населення — 611 особа (2020).

## Географія
Томас розташований за координатами 39°8′41″ пн. ш. 79°29′43″ зх. д. / 39.14472° пн. ш. 79.49528° зх. д. (39.144860, -79.495386).  За даними Бюро перепису населення США в 2010 році місто мало площу 11,67 км², з яких 11,55 км² — суходіл та 0,12 км² — водойми.

## Демографія
Згідно з переписом 2010 року, у місті мешкало 586 осіб у 253 домогосподарствах у складі 130 родин. Густота населення становила 50 осіб/км².  Було 345 помешкань (30/км²).
Расовий склад населення:
| - 99,5 % — білих - 0,2 % — корінних американців |

До двох чи більше рас належало 0,3 %. Частка іспаномовних становила 0,3 % від усіх жителів.
За віковим діапазоном населення розподілялося таким чином: 11,3 % — особи молодші 18 років, 53,5 % — особи у віці 18—64 років, 35,2 % — особи у віці 65 років та старші. Медіана віку мешканця становила 56,6 року. На 100 осіб жіночої статі у місті припадало 87,8 чоловіків;  на 100 жінок у віці від 18 років та старших — 85,1 чоловіків також старших 18 років.
Середній дохід на одне домашнє господарство  становив 43 394 долари США (медіана — 33 000), а середній дохід на одну сім'ю — 52 276 доларів (медіана — 42 292). За межею бідності перебувало 11,1 % осіб, у тому числі 16,8 % дітей у віці до 18 років та 7,4 % осіб у віці 65 років та старших.
Цивільне працевлаштоване населення становило 194 особи. Основні галузі зайнятості: мистецтво, розваги та відпочинок — 22,7 %, освіта, охорона здоров'я та соціальна допомога — 21,6 %, будівництво — 12,9 %, науковці, спеціалісти, менеджери — 9,8 %.